# Бејпорт (Флорида)
Бејпорт (енгл. Bayport) насељено је место без административног статуса у америчкој савезној држави Флорида.

## Демографија
По попису из 2010. године број становника је 43, што је 7 (19,4%) становника више него 2000. године.
| Група             | 2000.      | 2010.      |
| Белци             | 35 (97,2%) | 37 (86,0%) |
| Афроамериканци    | 1 (2,8%)   | 2 (4,7%)   |
| Азијати           | 0 (0,0%)   | 0 (0,0%)   |
| Хиспаноамериканци | 0 (0,0%)   | 4 (9,3%)   |
| Укупно            | 36         | 43         |